# Bogdan Grzeszczak (pilot)

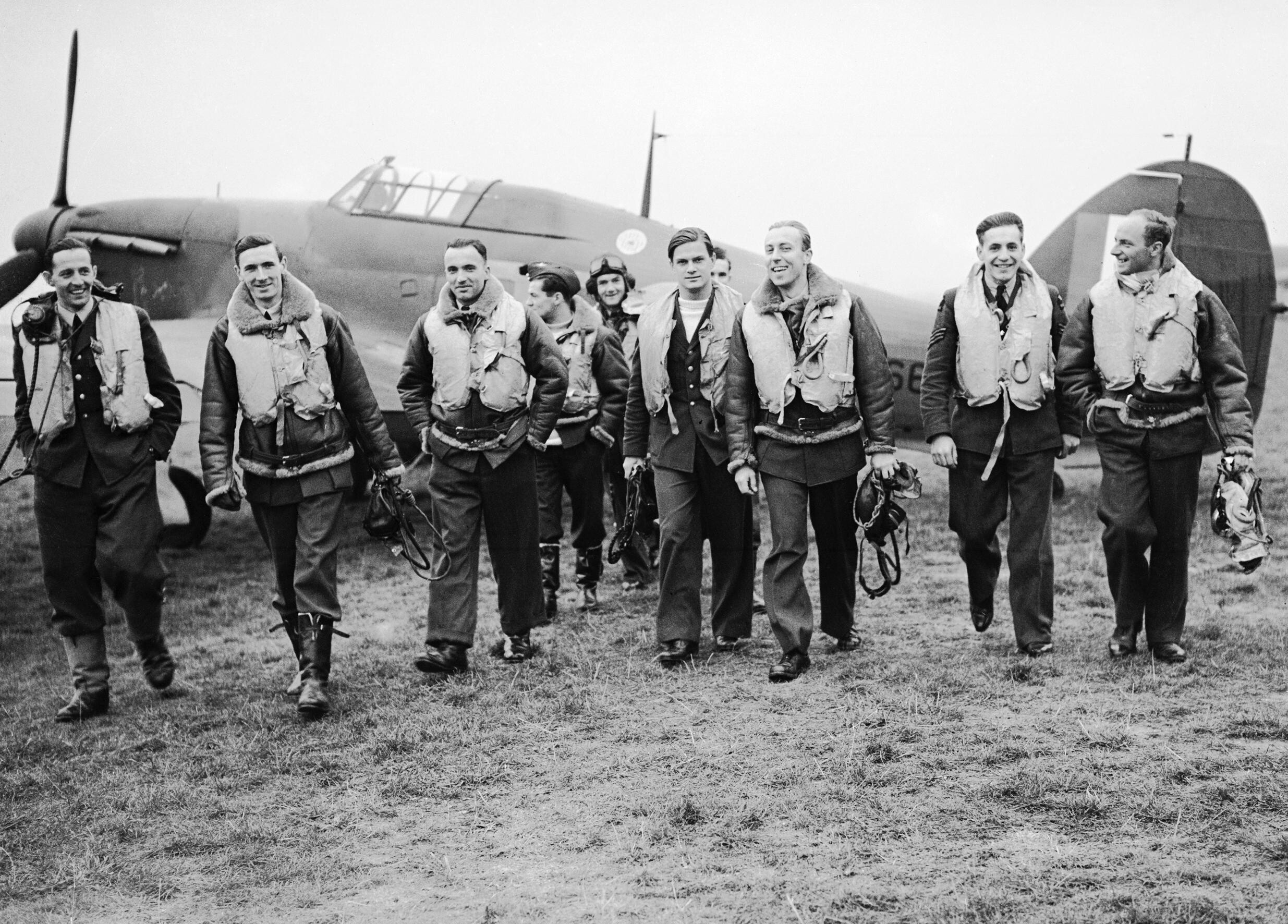
Bogdan Grzeszczak (trzeci od lewej)

Bohdan Grzeszczak (ur. 10 sierpnia 1908 w Warszawie, zm. 28 sierpnia 1941 w Anglii) – kapitan pilot Polskich Sił Powietrznych w Wielkiej Brytanii.

## Życiorys
W 1931 roku wstąpił do Szkoły Podchorążych Lotnictwa w Dęblinie, którą ukończył wraz z VII promocją w 1933 roku (26. lokata). Został wcielony do 1 pułku lotniczego w Warszawie i przydzielony do 13 eskadry towarzyszącej. Następnie ukończył kurs wyższego pilotażu w Dęblinie i Grudziądzu. Na stopień porucznika został mianowany ze starszeństwem z 1 stycznia 1936 w korpusie oficerów aeronautyki. W marcu 1939 pełnił służbę na stanowisku adiutanta 1 pułku lotniczego.
Wybuch wojny zastał go we Francji, gdzie testował samoloty Morane-Saulnier MS.406, które miały być przekazane Polsce. Po upadku Francji ewakuował się do Anglii, gdzie 21 sierpnia 1940 został przydzielony do dywizjonu 303 i otrzymał numer służbowy P-1391. Od 21 kwietnia 1941 w 58. OTU. Zginął 28 sierpnia 1941 w samolocie szkolnym jako instruktor szkolący nowego pilota.
Pochowany jest na cmentarzu Northwood w Londynie.

## Zestrzelenia
Na liście Bajana sklasyfikowany został na 167. pozycji z 2 pewnymi zestrzeleniami samolotów Luftwaffe.
Zestrzelenia pewne:
- He 111 - 26 września 1940, pilotował Hurricane'a P3120
- Bf 109 - 27 września 1940, pilotował Hurricane'a V7244

## Odznaczenia
- Krzyż Walecznych, 1 lutego 1941[5]
- Medal Lotniczy[1]
- Polowy Znak Pilota